# 桜の隠す別れ道
「桜の隠す別れ道」（さくらのかくすわかれみち）は、平川地一丁目の2枚目のシングル。2004年2月18日に発売。